# Риперсхаузен
Риперсхаузен (њем. Rippershausen) општина је у њемачкој савезној држави Тирингија. Једно је од 65 општинских средишта округа Шмалкалден-Мајнинген. Према процјени из 2010. у општини је живјело 918 становника. Посједује регионалну шифру (AGS) 16066056.

## Географски и демографски подаци
Риперсхаузен се налази у савезној држави Тирингија у округу Шмалкалден-Мајнинген. Општина се налази на надморској висини од 335 метара. Површина општине износи 11,5 km². У самом мјесту је, према процјени из 2010. године, живјело 918 становника. Просјечна густина становништва износи 80 становника/km².